# Матрица: Революция
«Матрица: Революция» (англ. The Matrix Revolutions) — американский научно-фантастический боевик, являющийся продолжением фильма «Матрица: Перезагрузка». Снят братьями Вачовски по собственному сценарию и спродюсирован Джоэлом Сильвером. Фильм повествует о последних часах войны людей с поработившими их машинами, судьбу которой должен решить Избранный — Нео. Главные роли исполнили Киану Ривз, Кэрри-Энн Мосс, Лоренс Фишберн, Хьюго Уивинг и Джада Пинкетт-Смит, а также Моника Белуччи и Ламбер Вильсон. Сюжетная линия кинокартины была продолжена в видеоигре The Matrix Online, выпущенной в 2005 году.
Выход в кинопрокат США и России состоялся 5 ноября 2003 года. Бюджет фильма составил 150 миллионов долларов. «Революция» собрала более 139 миллионов долларов в США и приблизительно 412 миллионов долларов в остальном мире
В декабре 2021 года на экраны вышел четвёртый фильм — «Матрица: Воскрешение».

## Сюжет
Действие фильма развивается сразу же после событий второго фильма. Бэйн и Нео находятся без сознания. Морфеус пребывает в глубокой депрессии после осознания того, что всё, во что он верил, — ложь. Нео оказывается на некой станции метро — оказывается, что это переходный пункт между Матрицей и миром машин. Он встречает программиста-индуса Рама-Кандру с женой Камалой и дочерью Сати. Рама-Кандра сообщает Нео, что станцией управляет Проводник, подчиняющийся Французу (Меровингену).
Сераф связывается с Морфеусом, договариваясь о встрече с Пифией, получившей новый облик («за всё рано или поздно приходится платить»). Она рассказывает Морфеусу и Тринити о ловушке, в которую попал Нео. Сераф, Морфеус и Тринити находят Проводника и пытаются поговорить с ним, но тот не желает иметь с ними дела и убегает. После этого он прибывает на станцию метро и забирает Рама-Кандру с семьёй, но отказывается взять с собой Нео. Сераф, Морфеус и Тринити едут в клуб Меровингена и заставляют того освободить Нео.
После освобождения Нео отправляется к Пифии. Она объясняет Нео, что Смит теперь является его полной противоположностью, что они оба — «две переменные в уравнении Матрицы, которое стремится к самостоятельному решению». Как только Нео уходит от Пифии, к ней приходят репликанты Смита. Серафу и Сати не удаётся уйти от них. Один из них превращает Пифию в очередного репликанта и таким образом узнаёт то будущее, которое она видела.
В это время в реальном мире команды «Навуходоносора» и «Хаммера» находят корабль капитана Ниобе ― «Логос». Пришедший в себя Бэйн заявляет, что ничего не помнит. Нео принимает решение — он просит отдать ему один из кораблей, чтобы он смог отправиться в Город Машин (Город 01) и выполнить то, что ему предначертано. Капитан Роланд не верит в пророчество, считает Нео сумасшедшим и наотрез отказывается предоставлять свой корабль. В разговор вмешивается Ниобе и заявляет, что готова отдать свой «Логос», так как, по словам Пифии, ей нужно будет решить, помогать Нео или нет. Нео и Тринити собираются и улетают. Судовой врач Мэги собирается ввести Бэйну успокоительное, позволяющее вспомнить случившееся, но тот отвечает: «Я не хочу вспоминать. Что если это я выстрелил из электромагнитной пушки и обрёк всех людей на гибель, тогда оставаться здесь будет небезопасным для меня». Мэги догадывается о роли Бэйна и хватается за шприц, но тот убивает её.
Роланд и Ниобе решают лететь к Зиону через технические туннели. На корабле обнаруживают тело Мэгги и пропажу Бэйна. Морфеус понимает, что Бэйн спрятался на «Логосе». Команда решает лететь к Зиону, поскольку если Бэйн убил Нео и Тринити, то захватил контроль над электромагнитной пушкой. Ниобе на «Хаммере» медленно пробирается по туннелям, но задевает трубу, шум привлекает полчища Охотников ― они устремляются в погоню.
Буровые машины добираются до Зиона, открыв путь для Охотников, начинается эпическая битва между машинами и людьми. На первой линии обороны ― несколько десятков шагоходов, однако Охотники постепенно уничтожают их одного за другим, пока подлетевший через технические туннели «Хаммер» не задействует электромагнитную пушку, выводя из строя все машины, прорвавшиеся в город. Командор Лок обвиняет команду «Хаммера», что они заодно вывели из строя и защитные системы дока, преподнеся его машинами «на серебряном блюде». Люди отходят к последнему рубежу обороны ― Храму.
Бэйн отключает энергосистему «Логоса» и берёт в заложники Тринити. Нео с ужасом понимает, что под маской Бэйна скрывается Смит, сумевший проникнуть уже в реальный мир. Завязывается схватка, в ходе которой Бэйну удаётся выжечь Нео глаза электрическим кабелем. Бэйн, думая, что Нео слеп, собирается добить его ударом лома, но тот неожиданно уворачивается от ударов и выхватывает лом. Нео видит внутренним зрением истинный облик Бэйна, убивает его и освобождает Тринити. Она берёт на себя управление кораблём, и они продолжают путь к городу машин, до которого ещё не добирался ни один корабль. Сторожевые системы выпускают лавину бомб, но Нео взрывает их, используя свои способности. Противников слишком много, и Нео приказывает взлетать вверх, в небеса, где удары молний сплошных туч выводят из строя Охотников. Затем «Логос» падает вниз и врезается в некое сооружение. Когда Нео приходит в себя, он понимает, что Тринити смертельно ранена. Они разговаривают в последний раз, и она умирает у него на руках. Машина, представляющая Главный Компьютер, находит Нео. Тот предлагает сделку: если он обезвредит программу «Смит», вышедшую из-под контроля системы и уже заполонившую Матрицу своими репликантами, машины прекращают войну с людьми. Главный Компьютер соглашается, к телу Нео подсоединяются кабели, и его подключают к Матрице.
Вторая волна Охотников врывается в Зион. Надежды у людей больше нет, однако Морфеус верит в Нео, а машины неожиданно для всех останавливаются, в ожидании исхода боя между Нео и Смитом. Смит вступает в бой с Нео под проливным дождём, битва идёт на земле и в воздухе. Оба героя равны по силам. В ходе битвы Смит сверхсилой сбрасывает Нео на землю, в результате чего образуется огромный кратер. Смит утверждает, что дальше продолжать борьбу бессмысленно, однако Избранный жив и не собирается сдаваться. Ничего не подозревающий Смит решает превратить выбившегося из сил Нео в очередного репликанта. Главный Компьютер через тело Нео в реальном мире посылает энергетические потоки, что приводит к уничтожению вначале репликанта-Нео, а затем и всех остальных репликантов Смита, после чего машины полностью перезагружают Матрицу. Охотники улетают из Зиона. Морфеус понимает, что Нео спас их. Тело Нео без признаков движения увозят машины.
Архитектор встречает Пифию и говорит ей, что её игра с системой была очень опасной. На это она отвечает, что делала это ради изменений. Помня о договоре Нео с Главным Компьютером, архитектор обещает предоставить каждому, кто хочет выйти из Матрицы, такую возможность. Вскоре с Пифией встречаются Сераф и Сати, а последняя создаёт красочный восход в честь Нео. Пифия говорит, что, возможно, все ещё увидят Нео как минимум один раз, и сознаётся, что не предвидела такой исход войны, однако верила в него.

## В ролях
| Актёр                   | Роль                 |
| ----------------------- | -------------------- |
| Киану Ривз              | Нео / Томас Андерсон |
| Лоренс Фишберн          | Морфеус              |
| Кэрри-Энн Мосс          | Тринити              |
| Хьюго Уивинг            | Смит                 |
| Мэри Элис               | Пифия                |
| Хельмут Бакайтис        | Архитектор           |
| Ламбер Вильсон          | Меровинген           |
| Моника Беллуччи         | Персефона            |
| Брюс Спенс              | Проводник            |
| Колин Чоу               | Сераф                |
| Гарри Ленникс           | Командор Джейсон Лок |
| Гарольд Перрино-младший | Линк                 |
| Джада Пинкетт-Смит      | Ниоба                |
| Нона Гэй                | жена Линка Зи        |

| Актёр                 | Роль                                 |
| --------------------- | ------------------------------------ |
| Джина Торрес          | Кас                                  |
| Бернард Уайт          | Рама-Кандра                          |
| Танвир Атвал          | Сати                                 |
| Йен Блисс             | Бэйн / Смит                          |
| Энтони Вон            | Призрак                              |
| Энтони Зерб           | Член совета Хаманн                   |
| Корнел Вест           | Член совета Вест                     |
| Натаниель Лис         | Капитан Мифунэ                       |
| Дэвид Робертс         | Капитан корабля «Хаммер» Роланд      |
| Эсси Дэвис            | Медик корабля «Хаммер» Мэгги         |
| Роберт Маммоне        | Оператор корабля «Хаммер» Ак (Э-Кей) |
| Генри Блейсингейм     | Главный компьютер (образ)            |
| Кевин Майкл Ричардсон | Главный компьютер (голос)            |
| Мэтт Макколм          | вампир в клубе (нет в титрах)        |

## Производство
Съёмки велись параллельно со вторым фильмом трилогии, и также со сценами с живыми актёрами для видеоигры Enter the Matrix. Основная работа проходила на студии Fox в австралийском Сиднее. В частности, сцены в метро были сняты в заброшенных туннелях железнодорожной станции Сент-Джеймс, а финальная сцена с участием Пифии и Архитектора была снята в Королевском ботаническом саду. Актриса Кэрри-Энн Мосс повредила лодыжку во время съёмок в одной из экшн-сцен.

### Саундтрек
Дон Дэвис снова объединил силы с Juno Reactor для написания одной из звуковых дорожек. Хотя Дэвис сфокусировался на грубых и тяжёлых мелодиях, спокойная музыка также появляется в фильме, например тема любви Нео и Тринити. В музыкальной теме финальной битвы Нео и Смита, названной Neodämmerung, используется хор. Текст песни представляет собой ведийскую павамана-мантру, взятую из древнего писания «Брихадараньяка-упанишада», 1.3.28 («Великие тайные лесные учения», санскр. बृहदारण्यक उपनिषद):

Asato mā sad gamaya,

Tamaso mā jyotir gamaya,

Mṛtyor māmṛtaṃ gamaya

Om śāntiḥ śāntiḥ śāntiḥ

Перевод

От неправды к правде веди меня

От темноты к свету веди меня

От смерти к жизни вечной веди меня

Ом мир мир мир

## Отзывы
Фильм получил в основном смешанные отзывы от критиков и зрителей. На сайте Rotten Tomatoes фильм имеет рейтинг 34 %. На Metacritic фильм получил оценку 47/100, оценка пользователей 4.5/10, основанная на 256 голосах, что указывает на «смешанные или средние отзывы». Ряд критиков остались крайне недовольны тем, что по их мнению, философию, присутствовавшую в предыдущих картинах, в третьей части заменили на красочные экшен-сцены, а противостояние Нео и Смита было превращено в банальную борьбу «хорошего» и «плохого».
Православный священнослужитель протодиакон Андрей Кураев увидел в фильме христианский подтекст. Это, по его мнению, сильно отличает третью часть «Матрицы» от предыдущих. Анализу фильма посвящены глава в его книге «Кино: перезагрузка богословием». Несколько ранее христианские мотивы трилогии проанализировала в серии эссе католичка Ольга Чигиринская.

## Награды
Дон Дэвис получил премию («BMI Film Music Award») в категории «Лучшая музыка к фильму».
Киану Ривз получил премию «World Stunt Awards» в 2004 году за исполнение трюков в этом фильме (как и за фильм «Матрица: Перезагрузка»).
Фильм получил 1 премию и 17 номинаций, а также 1 номинацию на антипремию «Золотая малина»:
- 2003 — номинация на премию «Выбор молодых» (Teen Choice Award) в категории «выбор коммуникативной звезды в кино» (Моника Беллуччи)
- 2004 — номинация на премию «Кино-лицо жанра будущего» (Cinescape Genre Face of the Future Award) в категории «мужчина» (Клейтон Уотсон (Clayton Watson))
- 2004 — номинация на премию «Сатурн» (Saturn Award) в категории «лучший костюм» (Ким Барретт)
- 2004 — номинация на премию «Сатурн» (Saturn Award) в категории «лучший научно-фантастический фильм»
- 2004 — номинация на премию «Сатурн» (Saturn Award) в категории «лучшие спецэффекты» (Джон Гаета, Ким Лайбрери, Джордж Мерфи, Крейг Хайес)
- 2004 — премия «BMI Film Music Award» (Дон Дэвис)
- 2004 — номинация на премию «Чёрная бобина» (Black Reel) в категории «Фильм: лучшая актриса второго плана» (Мэри Элис)
- 2004 — номинация на премию «Image Award» в категории «выдающийся актёр в кинофильме» (Лоренс Фишберн)
- 2004 — номинация на премию «Image Award» в категории «выдающаяся актриса в кинофильме» (Нона М. Гайе)
- 2004 — номинация на премию «Image Award» в категории «выдающаяся актриса второго плана в кинофильме» (Джед Пинкетт Смит)
- 2004 — номинация на премию «Razzie Award» в категории «худший режиссёр» (Энди Вачовски, Ларри Вачовски)
- 2004 — номинация на премию «Выбор молодых» (Teen Choice Award) в категории «выбор кинофильма»
- 2004 — номинация на премию «Выбор молодых» (Teen Choice Award) в категории «выбор киноактёра» (Киану Ривз)
- 2004 — номинация на премию «Выбор молодых» (Teen Choice Award) в категории «выбор актрисы» (Керри-Энн Мосс)
- 2004 — номинация на премию «Выбор молодых» (Teen Choice Award) в категории «выбор поединка в кино» (Киану Ривз, Хьюго Уивинг)
- 2004 — номинация на премию «PFCS Award» Общества создателей визуальных эффектов (Visual Effects Society) в категории «лучшие визуальные эффекты в кинофильме» (Джон Гаета, Ким Лайбрери, Джордж Мерфи, Крейг Хайес)
- 2004 — номинация на премию «VES Award» Общества создателей визуальных эффектов (Visual Effects Society) в категории «лучшие визуальные эффекты в кинофильме» (Джон Гаета, Ким Лайбрери, Джордж Мерфи, Крейг Хайес)
- 2005 — номинация на премию «Golden Satellite Award» в категории «лучший киносериал»

## Продолжение
Создавая фильмы из серии «Матрица», Вачовски рассказали, что не собираются выпускать продолжений после «Революции». Вместо этого они одобрили производство видеоигры The Matrix Online, которая была объявлена официальным продолжением. В феврале 2015 года Лилли Вачовски в интервью назвала возвращение к «Матрице» «особенно отталкивающей идеей в наше время», отметив сомнительную тенденцию студий к сиквелам, перезагрузкам и адаптациям оригинальных материалов. Лана Вачовски, обращаясь к слухам о том, будет ли продолжение, заявила, что они ничего не слышала об этом, но полагает, что студия, возможно, заменит их на посту режиссёра.
В марте 2017 года Warner Bros. находилась на ранних стадиях разработки потенциального перезапуска франшизы и в стадии переговоров с Заком Пенном. Присоединиться к производству фильма должен был и Майкл Б. Джордан. По данным The Hollywood Reporter, ни Вачовски, ни Джоэл Сильвер не были вовлечены в это начинание, хотя студия хотела бы получить «как минимум благословение Вачовски». Пенн рассказал, что слова «перезагрузка» и «ремейк» были неточными по отношению к новому фильму, и вместо этого он интересуется просмотром историй, происходящих в уже установленной вселенной. Киану Ривз сказал, что вернётся в новый фильм «Матрица» только в том случае, если Вачовски будут писать сценарий и режиссировать.
В мае 2019 года стало известно, что Чад Стахельски, который работал координатором трюков в нескольких фильмах Вачовски, в том числе в трилогии «Матрица», заявил, что сёстры участвуют в работе над новым фильмом «Матрица», хотя он не был уверен, будут ли они режиссёрами. Вскоре Стахельски опроверг свои слова, пояснив, что он «говорил гипотетически и не хотел подтверждать их участие».
В августе 2019 года продолжение «Революции» было подтверждено. Киану Ривз и Кэрри-Энн Мосс сыграют роль Нео и Тринити соответственно, а Лана Вачовски станет сценаристом, режиссёром и продюсером новой картины.
16 декабря 2021 года, «Матрица: Воскрешение» вышла в кинотеатрах, с бюджетом в 190 миллионов долларов. Фильм стал кассовым провалом, заработав всего 150 миллионов долларов, а также получила противоречивые отзывы от критиков и в основном негативные от зрителей.

### Комментарии
1. ↑  Глория Фостер, сыгравшая Пифию в первых двух фильмах, умерла до завершения съёмок в третьем.[8] Она была заменена Мэри Элис. Изменение внешности персонажа объяснены в сюжете фильма.